# Alexis Bayard
Alexis Bayard, né le 11 juin 1996 à Sion, est un escrimeur suisse.

## Club
Il est membre de la Société d'escrime de Sion.

## Biographie
Pour les Jeux olympiques de 2020, il est de piquet pour la compétition par équipe.
Lors de l'épreuve de coupe du monde de Tbilissi en Géorgie, il remporte sa première épreuve lors du concours de l'épée par équipe.
Lors des Championnats d'Europe de 2022, il remporte la médaille de bronze de l'épée individuelle. Il remporte la médaille d'argent en épée par équipes aux Jeux européens de 2023 à Cracovie, qui font office de Championnats d'Europe pour les épreuves par équipes.

## Palmarès
- Championnats d'Europe
  -  Vice-champion d'Europe et médaillé d'argent aux Jeux européens 2023 à l'épée par équipes[5]
  -  Médaillé de bronze aux Championnats d'Europe 2022 à l'épée individuelle[4].

- Championnats de Suisse
  -  Champion suisse à l'épée individuelle en 2021[6] ;
  -  Médaillé de bronze à l'épée par équipes en 2021[6] ;
  -  Champion suisse à l'épée individuelle en 2022[7] ;
  -  Champion suisse à l'épée par équipes en 2022[7].

- Coupe du monde
  -  Épée par équipes à Tbilissi[3].